# San Andrés Cohamiata
San Andrés Cohamiata är en ort i Mexiko.   Den ligger i kommunen Mezquitic och delstaten Jalisco, i den centrala delen av landet, 600 km nordväst om huvudstaden Mexico City. San Andrés Cohamiata ligger 1 951 meter över havet och antalet invånare är 1 317.
Terrängen runt San Andrés Cohamiata är kuperad åt nordväst, men åt sydost är den bergig. San Andrés Cohamiata ligger uppe på en höjd. Runt San Andrés Cohamiata är det mycket glesbefolkat, med 4 invånare per kvadratkilometer. San Andrés Cohamiata är det största samhället i trakten. I omgivningarna runt San Andrés Cohamiata växer huvudsakligen savannskog.